# Eclipse lunar de 5 de junho de 2020
| Eclipse Lunar Penumbral 5 de junho de 2020 | Eclipse Lunar Penumbral 5 de junho de 2020 |
| --- | ------------------------------------------ |
| Eclipse visto de Joanesburgo, África do Sul, às 19:18 UTC |                                            |
| A Lua cruzou a faixa de penumbra, ao norte do cone de sombra da Terra, de leste para oeste (da esquerda para a direita), com o disco lunar perdido sensivelmente seu brilho e parte dele foi levemente obscurecido. |                                            |
| Saros (e membro) | 111 (67 de 71)                             |
| Sequência de eclipses lunares |                                            |
| Anterior | 10 de janeiro de 2020                      |
| Próximo | 5 de julho de 2020                         |
| Duração |                                            |
| Penumbral | 3:18:13                                    |
| Fases e Horários do Eclipse (UTC) |                                            |
| P1 | 17:45:50                                   |
| Máximo | 19:26:13                                   |
| P4 | 21:04:03                                   |

O eclipse lunar de 5 de junho de 2020 foi um eclipse penumbral, o segundo de quatro eclipses lunares do ano. Teve magnitude penumbral de 0,5683.

## Série Saros
Eclipse pertencente a Lunação Saros de série 111, sendo este o de número 67, de um total de 71 eclipses. O eclipse anterior da série foi em 26 de maio de 2002.

## Visibilidade
Foi visível no leste da América do Sul, na Europa, na África, na Ásia e na Austrália.
| Região do planeta onde o eclipse foi visível durante o máximo da totalidade - 19:26 UTC. |
| Mapa de visibilidade do eclipse.                                                         |